# فیلیپ توبیاس
فیلیپ ولنتین توبیاس (به انگلیسی: Phillip Vallentine Tobias) (زاده ۱۴ اکتبر ۱۹۲۵ - درگذشته ۷ ژوئن ۲۰۱۲) دیرین‌مردم‌شناس اهل آفریقای جنوبی بود. وی استاد ممتاز بازنشسته دانشگاه ویتواترزرند در ژوهانسبورگ بود. او بیشتر به خاطر فعالیت‌هایش در محل‌های کشف سنگواره انسان‌سایان شهرت دارد. همچنین او یک فعال اجتماعی ضد آپارتاید بود، و سخنرانی‌های فراوانی علیه تبعیض نژادی انجام داد.

## کتاب‌ها
- Humanity from Naissance to Coming Millennia – This book covers important recent advances in human biology and human evolutionary studies. The contributions cover a wide range of topics, from Human Biology, Human Evolution (Emerging Homo, Evolving Homo, Early Modern Humans), Dating, Taxonomy and Systematics, to Diet and Brain Evolution.
- Into the Past – In this autobiographical work Tobias recounts the first 40 years of his life through anecdotes, experiences and philosophies.